# ضدعفونی‌کننده دست
ضدعفونی‌کننده دست یک نوع ضدعفونی‌کننده مکمل یا جایگزین برای شستن دستان با آب و صابون است. گونه‌های متفاوتی از این نوع ضدعفونی‌کننده به شکلهای فوم، ژل و محلول مایع وجود دارد. محتویات آن ایزوپروپیل الکل،اتانول،۱-پروپانول یا پوویدون آیوداین است از دیگر محتویات آن می‌توان به پلی‌آکریلیک اسید،گلیسیرین،پروپیلن گلیکول و اسانس گیاهان اشاره کرد. الکل موجود در ضدعفونی‌کننده دست تأثیر بیشتری از آب و صابون برای از بین بردن میکروب‌ها دارد و در عین حال به اندازه آب و صابون باعث خشکی دست‌ها نمی‌شود.